# Azzana
Azzana (en cors Azzana) és un municipi francès, situat a la regió de Còrsega, al departament de Còrsega del Sud. L'any 1999 tenia 51 habitants.

## Demografia
| 1962 | 1968 | 1975 | 1982 | 1990 | 1999 |
| ---- | ---- | ---- | ---- | ---- | ---- |
| 186  | 193  | 149  | 81   | 54   | 56   |

## Administració
| Període   | Identitat             | Partit | Qualitat |
| --------- | --------------------- | ------ | -------- |
| 2001-2008 | Jean-Pierre Giacomoni |        |          |